# 君の空になりたい
「君の空になりたい」（きみのそらになりたい）はMANISHの12枚目のシングルで、事実上最後のシングル。

## 内容
MANISH自らが作曲を栗林誠一郎に依頼して製作した楽曲。表題曲は、テレビ朝日系『トゥナイト2』エンディングテーマ。カップリングの「It's so Natural」はテレビ朝日系『'96ル･マン24時間レース』テーマソング。

## 収録曲
1. 君の空になりたい
作詞:小田佳奈子　作曲：栗林誠一郎　編曲:池田大介)
2. It's so Natural
作詞:高橋美鈴　作曲：西本麻里　編曲:古井弘人)
3. 君の空になりたい(inst.)
4. It's so Natural(inst.)

## 参加ミュージシャン
- 高橋美鈴 - ボーカル
- 西本麻里 - キーボード
  - 高原裕枝 - コーラス
  - 増崎孝司（DIMENSION） - ギター
  - 鈴木英俊 - ギター

## 収録アルバム
- Cheer!（M-01)
- MANISH BEST -Escalation-（M-02）
- complete of MANISH at the BEING studio(M-01、02）